# Chiesa di San Giacomo (Pattada)
La chiesa di San Giacomo è un edificio religioso situato a Bantine, frazione di Pattada, nella Sardegna centrale.
È consacrata al culto cattolico e fa parte della parrocchia di Santa Sabina, diocesi di Ozieri.